# Фестивал във Вакен
Фестивалът във Вакен (Wacken Open Air, съкратено W:O:A) е (по данни на организаторите) най-големият метъл фестивал в света.
Продължава 3 дни и се провежда на открито в град Вакен, провинция Шлезвиг-Холщайн, Германия, започвайки в първата седмица на август. През 2011 г. броят на посетителите е почти 86 000 души.

## История
Фестивалът е проведен за пръв път през 1990 г., като тогава присъстват едва 800 посетители, а групите които свирят, са само немски. В една от участвалите групи свири и басистът Томас Йенсен, който и до днес е сред организаторите на събитието. С течение на годините броят на посетителите постоянно се увеличава, като през 1997 г. вече е около 10 000 при 47 участващи групи, а през 2011 почти 86.000 със 125 участващи групи.
В началото фестивалът се провежда само в два дни, започвайки в четвъртък, като първата вечер на сцената излизат „класически“ метъл групи. Така например през 2006 г. фестивалът се открива от Scorpions. През годините във Вакен свирят много от най-известните метъл групи, като немалко от тях записват и албуми на живо от концертите си. Сред групите, излизали на сцената във Вакен са Iron Maiden, Sepultura, Judas Priest, Blind Guardian, Amorphis, Kreator, Sodom, Slayer, Twisted Sister, W.A.S.P., Annihilator, Motörhead, Helloween, HammerFall, Nightwish, Crematory, Dimmu Borgir, Cradle of Filth, In Flames, Gamma Ray и много други.

## Организация
Фестивалът във Вакен се провежда на площ около 200 хектара, което съответсва по размер на 270 футболни игрища. За целта всяка година организаторите наемат земята от местни фермери.
За да се стимулират нови метъл групи, на много места се организират т.нар. „метъл битки“ (от англ. „Metal Battle“), за които прохождащите групи могат предварително да се запишат. Тези „битки“ се провеждат в по-малки клубове с местни групи, като избраните с жури победители получават шанс да свирят пред голямата публика във Вакен.
За да се осигури първа помощ в случай на нужда, всяка година се сформира т.нар. „Спасителен отряд на Вакен“ (от англ. Wacken Rescue Squad).